# Занькув
Занькув (пол. Zańków) — село в Польщі, у гміні Славатичі Більського повіту Люблінського воєводства. Населення — 91 особа (2011).

## Історія
За даними етнографічної експедиції 1869—1870 років під керівництвом Павла Чубинського, у селі переважно проживали греко-католики, які розмовляли українською мовою.
За німецьким переписом 1940 року, у селі проживало 235 осіб, з них 184 поляків, 50 «фольксдойче» і один німець.
У 1975—1998 роках село належало до Білопідляського воєводства.

## Демографія
Демографічна структура станом на 31 березня 2011 року:
|          | Загалом | Допрацездатний вік | Працездатний вік | Постпрацездатний вік |
| -------- | ------- | ------------------ | ---------------- | -------------------- |
| Чоловіки | 44      | 10                 | 23               | 11                   |
| Жінки    | 47      | 9                  | 13               | 25                   |
| Разом    | 91      | 19                 | 36               | 36                   |